# Caudofoveata
I Caudofoveata sono una piccola classe di molluschi primitivi, privi di conchiglia. Sono dotati di uno scudo pedale, che permette loro di muoversi. La classe dei Caudofoveata e quella dei Solenogastres in alcune classificazioni, generalmente più datate, vengono considerate sottoclassi della classe Aplacophora.
Sono molluschi primitivi, a vita libera, adattati a penetrare nello spessore dei substrati molli e a nutrirsi di microrganismi. Il corpo è quasi completamente protetto da una cuticola secreta dal mantello, munita di esili scaglie e spine calcaree. Una struttura fossoria e sensoriale, lo scudo pedale, si sviluppa attorno alla bocca o le si colloca subito dietro, sulla regione ventrale. La cavità palleale è posteriore e contiene due tipici ctenidi. Se ne conoscono circa 60 specie, con dimensioni che variano dai 3 mm ai 14 cm. Sono stati individuati un po' in tutti i mari del globo.